# Real Sugar
Real Sugar è una canzone pop scritta da Per Gessle per il duo svedese Roxette, pubblicata nel 2001 nell'album Room Service.

## Il Singolo
Real Sugar è il secondo singolo estratto dell'album Room Service, ed è stato pubblicato in CDS ed in Enhanced CD (Maxi).

## Tracce
CDS
1. Real Sugar (Per Gessle) - 3:16
2. It Will Take A Long Long Time [Modern Rock Version] (Per Gessle) - 4:06

Maxi, Enhanced CD
1. Real Sugar (Per Gessle) - 3:16
2. It Will Take A Long Long Time [Modern Rock Version] (Per Gessle) - 4:06
3. Real Sugar [Shooting Star Treatment] - 4:22
4. The Centre of the Heart [Video] - 3:29

## Il Video
Il video di Real Sugar è stato diretto da Jesper Hiro, ed è caratterizzato, ad eccezione di Marie Fredriksson e Per Gessle, da pupazzi in stile Muppets. In maniera scherzosa ricalca, in parte, quello che potrebbe accadere nelle stanze dell'hotel Madonna Inn, di Los Angeles, dove è stato girato il video di The Centre of the Heart.